# Módulo de distância
O módulo de distância é uma forma de expressar distâncias, frequentemente utilizada em astronomia. As distâncias são descritas em uma escala logarítmica baseada no sistema de magnitude astronômica.

## Definição
O módulo de distância {\displaystyle \mu =m-M} é a diferença entre a magnitude aparente {\displaystyle m} (idealmente, corrigida dos efeitos da absorção interestelar) e a magnitude absoluta {\displaystyle M} de um corpo celeste. Está relacionado à distância {\displaystyle d} em parsecs da forma:
{\displaystyle \log _{10}(d)=1+{\frac {\mu }{5}}}
{\displaystyle \mu =5\log _{10}(d)-5}
Esta definição é conveniente porque o brilho observado de uma fonte de luz está relacionado a sua distância pela lei do quadrado do inverso (uma fonte duas vezes mais distante aparenta um quarto do brilho) e porque o brilho não é usualmente expresso diretamente, e sim em magnitudes.
A magnitude absoluta {\displaystyle M} é definida como a magnitude aparente de um objeto quando visto a uma distância de 10 parsecs. Supondo que uma fonte de luz tenha luminosidade L(d) quando observado à distância de {\displaystyle d} parsecs, e a luminosidade L(10) quando observado à distância de 10 parsecs, a lei do quadrado do inverso é lida da forma:
{\displaystyle L(d)={\frac {L(10)}{({\frac {d}{10}})^{2}}}}
As magnitudes e o fluxo são relacionados da forma:
{\displaystyle m=-2,5\log _{10}F(d)}
{\displaystyle M=-2,5\log _{10}F(d=10)}
Substituindo e rearranjando, tem-se:
{\displaystyle \mu =m-M=5\log _{10}(d)-5=5\log _{10}\left({\frac {d}{10\,\mathrm {pc} }}\right)} ,
o que significa que a magnitude aparente é a magnitude absoluta mais o módulo de distância.
Isolando-se {\displaystyle d} da equação {\displaystyle 5\log _{10}(d)-5=\mu }, conclui-se que a distância (ou a distância de luminosidade) em parsecs é dada por:
{\displaystyle d=10^{{\frac {\mu }{5}}+1}}
A incerteza na distância em parsecs (δd) pode ser calculada a partir da incerteza no módulo de distância (δμ) usando-se:
{\displaystyle \delta d=0,2\ln(10)10^{0,2\mu +1}\delta \mu =0,461d\ \delta \mu } ,
que é derivada utilizando-se a análise de erro padrão.

## Diferentes tipos de módulo de distância
A distância não é a única quantidade relevante para se determinar a diferença entre as magnitudes aparente e absoluta. A absorção é outro fator importante e pode mesmo ser dominante em casos particulares (por exemplo, na direção do centro da galáxia).
Portanto, há uma distinção entre os módulos de distância não corrigidos da absorção interestelar (cujos valores superestimariam a distância, se utilizados sem cuidado) e os módulos corrigidos.
Os primeiros são chamados módulos de distância visuais e são denotados como {\displaystyle {(m-M)}_{v}}, enquanto os corrigidos são chamados módulos de distância verdadeiros e denotados como {\displaystyle {(m-M)}_{0}}. Os módulos de distância verdadeiros requerem um passo teórico adicional, que é a estimativa do coeficiente de absorção interestelar.

## Utilização
Os módulos de distância são mais comumente usados para expressar a distância de outras galáxias no universo relativamente próximo. Por exemplo, o módulo de distância da Grande Nuvem de Magalhães é 18,5, o da galáxia de Andrômeda é 24,4 e o da galáxia NGC 4548 no aglomerado de Virgem é 31,0. No caso da Grande Nuvem de Magalhães, isto significa que a supernova SN 1987A, com um pico de magnitude aparente de 2,8, tinha magnitude absoluta de -15,7, o que é baixo para os padrões de supernovas.
O uso de módulos de distância torna fácil o cálculo de magnitudes. Por exemplo, uma estrela do tipo solar (M=5) na galáxia de Andrômeda (DM=24,4) teria magnitude aparente (m) de 5 + 24,4 = 29,4, portanto ela seria pouco visível no telescópio Hubble, que tem um limite de magnitude visível de cerca de 30. Este cálculo pode ser feito rapidamente, de cabeça. Como são as magnitudes aparentes que são efetivamente medidas no telescópio, este modo de ver serve para enfatizar o fato de que muitas discussões sobre distâncias em astronomia são, na verdade, discussões sobre magnitudes absolutas derivadas ou supostas dos objetos distantes sendo observados.